# داغ بیلیجی
داغ بیلیجی (به لاتین: Dağ Bilici) یک منطقه مسکونی در جمهوری آذربایجان است که در شهرستان شابران واقع شده است. داغ بیلیجی ۶۹۶ نفر جمعیت دارد.